# Tượng Sơn, Nông Cống
Tượng Sơn là một xã thuộc huyện Nông Cống, tỉnh Thanh Hóa, Việt Nam.
Xã có diện tích 5,82 km², dân số năm 2004 là 6082 người, mật độ dân số đạt 1045 người/km². Đây là địa phương có tuyến Đường cao tốc Quốc lộ 45 – Nghi Sơn đi qua đang được xây dựng.
Từ xa xưa trên địa bàn xã này có tuyến kênh Nhà Lê nối từ  kinh đô Hoa Lư đến Đèo Ngang đi qua, là tuyến đường thủy đầu tiên trong lịch sử Việt Nam và được coi là tuyến đường Hồ Chí Minh trên sông vì những đóng góp cho các cuộc chiến tranh của người Việt (hiện là một đoạn của sông Thị Long theo tên gọi địa phương).